# A Good Person
A Good Person è un film del 2023 scritto e diretto da Zach Braff.

## Trama
Dopo essere stata coinvolta in un incidente che è costata la vita alla futura cognata, Allison è diventata dipendente dall'ossicodone. Durante la riabilitazione, instaura un'improbabile amicizia con il suocero.

## Produzione
Il 26 febbraio 2021, viene annunciato che Zach Braff avrebbe scritto e diretto A Good Person, un dramma con Florence Pugh e Morgan Freeman. Nel settembre 2021, viene confermato che Metro-Goldwyn-Mayer avrebbe prodotto e distribuito il film, con Braff e Pugh che avrebbero prodotto la pellicola.
Le riprese principali sono iniziate nell'ottobre 2021, con Celeste O'Connor, Zoe Lister-Jones, e Chinaza Uche che si sono unite al cast. Nel novembre 2021, le riprese si sono svolte alla Columbia High School nella contea di Essex, nel New Jersey.

## Promozione
Il primo trailer è stato distribuito il 15 dicembre 2022.

## Distribuzione
La pellicola è stata distribuita limitatamente nelle sale statunitensi a partire dal 24 marzo 2023, con una distribuzione più ampia dal 31 marzo seguente.
In Italia è stato trasmesso su Sky Cinema Uno il 30 maggio 2023.